# Alfons Erle
Alfons Erle (* 28. Juli 1886 in Wien; † 13. Juli 1939 in Graz) war ein österreichischer SA-Funktionär, zuletzt im Rang eines SA-Brigadeführers.

## Leben und Wirken
Erle war der Sohn des späteren Generalmajors Kasimir Erle. In seiner Jugend besuchte er eine Militärschule und die Theresianische Militärakademie in Wien. 1906 trat er als Leutnant in das Ulanenregiment Nr. 3 der k.u.k. Armee ein. Ende 1913 wechselte er in den Generalstab, dem er bis 1918 angehörte.
Nach dem Ende des Ersten Weltkriegs im November 1918 wurde Erle Stabsführer der ukrainischen Galizien-Armee und später Stabschef des 1. Galizien-Korps. Zum 1. Januar 1919 wurde er zum Major befördert und in dieser Eigenschaft der galizischen Delegation bei der Pariser Friedenskonferenz zugeordnet. Anschließend nahm Erle mit der ukrainischen Armee an Kämpfen gegen die polnischen bzw. die bolschewistischen Streitkräfte teil. Nach einer Gefangennahme in Polen im Mai 1920 gelang es ihm sich nach Österreich abzusetzen.
Von 1923 bis 1931 arbeitete Erle in kaufmännischen Berufen zuletzt als Bankbeamter. Ende der 1920er Jahre betätigte er sich im Steirischen Heimatschutz, zuletzt als Leiter der Ortsgruppe Hetzendorf.
Zum 29. Oktober 1930 trat Erle in die NSDAP ein (Mitgliedsnummer 301.684), in der er der Ortsgruppe Meidling zugeteilt wurde. Im November folgte der Eintritt in die Sturmabteilung (SA), den Straßenkampfverband der Partei. Während er in der Partei von Mai bis November 1931 die Organisationsabteilung für den Bezirk Meidling leitete, führte er in der SA, seit dem 1. November 1931 im Rang eines Sturmbannführers, eine Untergruppe. Zum 1. Juli 1933 folgte seine Beförderung zum Obersturmbannführer.
Vom 1. September bis 14. Oktober 1933 wurde Erle von den österreichischen Behörden wegen illegaler Betätigung für die NSDAP inhaftiert. Infolge der anhaltenden Verfolgung der Nationalsozialisten durch die österreichische Regierung emigrierte Erle im Januar 1935 in das Deutsche Reich. Von Februar bis Oktober 1935 war er im Stab des Hilfswerks Nordwest tätig. In dieser Stellung wurde er am 20. April 1935 zum SA-Standartenführer befördert.
Von November 1935 bis Juli 1937 war Erle für die Österreichische Legion in Hagen-Westfalen und von August 1937 bis April 1938 in Gonsenheim bei Mainz tätig. Während dieser Zeit wurde er zum Oberführer befördert.
Nach dem deutschen Einmarsch in Österreich im März 1938 wurde Erle im Mai 1938 nach Wien versetzt, wo er im Aufbaustab Österreich des Reichsarbeitsdienstes tätig war. Mit der Beförderung zum SA-Brigadeführer zum 9. November 1938 erreichte er zu dieser Zeit seinen höchsten SA-Rang. 1939 fungierte er als Oberstarbeitsführer des Reichsarbeitsdienstes als Führer des Arbeitsgauess XXXVI in Graz.
Erle starb kurz vor Ausbruch des Zweiten Weltkrieges im Landeskrankenhaus Graz an Meningitis und wurde auf dem Zentralfriedhof beigesetzt. Bei der Trauerfeier hielt Reichsarbeitsführer Konstantin Hierl die Trauerrede.